# Gene Ruggiero
Pour les articles homonymes, voir Ruggiero.
Eugenio « Gene » Ruggiero, né le 26 juin 1910 à North Hempstead (État de New York), mort le 19 février 2002 à Ogden (Utah), est un monteur américain, membre de l'ACE.

## Biographie
D'ascendance italienne (sa famille ayant émigré aux États-Unis), Gene Ruggiero débute comme monteur à Hollywood sur trois films sortis en 1939, dont Tarzan trouve un fils de Richard Thorpe (avec Johnny Weissmuller et Maureen O'Sullivan) et Ninotchka (avec Greta Garbo et Melvyn Douglas), produits par la Metro-Goldwyn-Mayer.
Travaillant durant une vingtaine d'années au sein de la MGM (jusqu'en 1959), il retrouve Ernst Lubitsch en 1940, sur Rendez-vous (avec James Stewart et Margaret Sullavan). Et il assiste Richard Thorpe sur cinq autres films, dont Le Trésor de Tarzan (1941, toujours avec le couple Weissmuller-O'Sullivan) et Le Grand Caruso (1951, avec Mario Lanza dans le rôle-titre et Ann Blyth). Citons également La Ruelle du péché de Raoul Walsh (1952, avec Ralph Meeker et Leslie Caron) et L'aigle vole au soleil de John Ford (1957, avec John Wayne et Maureen O'Hara).
Parmi ses films produits par diverses autres compagnies après 1959, mentionnons L'Ombre d'un géant de Melville Shavelson (1966, avec Kirk Douglas et Senta Berger) et La Valse des truands de Paul Bogart (1969, avec James Garner et Gayle Hunnicutt).
Outre des films américains (une soixantaine), il contribue aussi à quelques coproductions, comme Le Voleur de Bagdad d'Arthur Lubin (film franco-italien, 1961, avec Steve Reeves et Giorgia Moll). Le dernier film qu'il monte est Le Faiseur d'épouvantes de William Girdler (avec Tony Curtis et Michael Ansara), sorti en 1978.
Pour la télévision, Gene Ruggiero collabore à la série H.R. Pufnstuf (dix-sept épisodes, 1969-1970), ainsi qu'à deux téléfilms, diffusés respectivement en 1974 et 1983.
Il obtient deux nominations à l'Oscar du meilleur montage, en 1956 pour Oklahoma ! de Fred Zinnemann (1955, avec Gordon MacRae et Gloria Grahame), puis en 1957 pour Le Tour du monde en quatre-vingts jours de Michael Anderson (1956, avec David Niven et Shirley MacLaine), la récompense lui étant décernée pour le second film.

## Filmographie partielle

### Cinéma

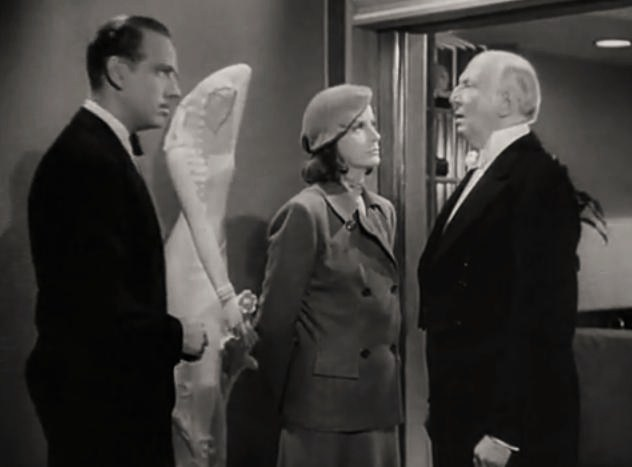
Ninotchka (1939) :
Melvyn Douglas, Greta Garbo et Richard Carle

Le Trésor de Tarzan (1941) :
Maureen O'Sullivan et Johnny Weissmuller

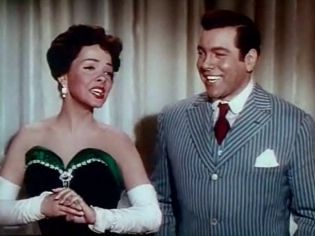
Le Chant de la Louisiane (1950) :
Kathryn Grayson et Mario Lanza

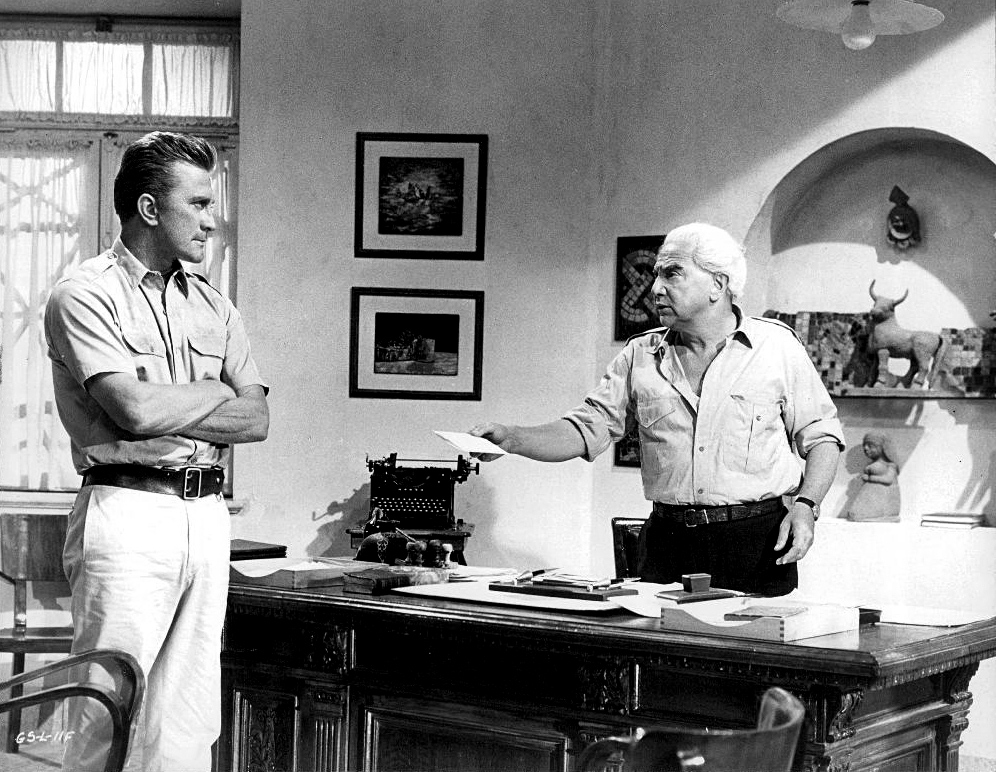
L'Ombre d'un géant (1966) :
Kirk Douglas et Luther Adler

(films américains, sauf mention contraire ou complémentaire)
- 1939 : Tarzan trouve un fils (Tarzan Finds a Son!) de Richard Thorpe
- 1939 : Ninotchka d'Ernst Lubitsch
- 1940 : L'Étrange Cas du docteur Kildare (Dr. Kildare's Strange Case) de Harold S. Bucquet
- 1940 : Monsieur Wilson perd la tête (I Love You Again) de W. S. Van Dyke
- 1940 : Rendez-vous (The Shop Around the Corner) d'Ernst Lubitsch
- 1941 : Blonde Inspiration de Busby Berkeley
- 1941 : Le Trésor de Tarzan (Tarzan's Secret Treasure) de Richard Thorpe
- 1942 : La Double Vie d'André Hardy (Andy Hardy's Double Life) de George B. Seitz
- 1942 : Les Aventures de Tarzan à New York (Tarzan's New York Adventure) de Richard Thorpe
- 1946 : Three Wise Fools d'Edward Buzzell
- 1947 : La Dame du lac (Lady in the Lake) de Robert Montgomery
- 1947 : Meurtre en musique (Song of the Thin Man) d'Edward Buzzell
- 1948 : Le Gosse de tout le monde (Big City) de Norman Taurog
- 1949 : Le Baiser de minuit (That Midnight Kiss) de Norman Taurog
- 1949 : L'Île au complot (The Bride) de Robert Z. Leonard
- 1950 : Le Chant de la Louisiane (The Toast of New Orleans) de Norman Taurog
- 1951 : Le Grand Caruso (The Great Caruso) de Richard Thorpe
- 1951 : Riche, jeune et jolie (Rich, Young and Pretty) de Norman Taurog
- 1951 : Le peuple accuse O'Hara (The People Against O'Hara) de John Sturges
- 1952 : La Ruelle du péché (Glory Alley) de Raoul Walsh
- 1953 : Désir d'amour (Easy to Love) de Charles Walters
- 1953 : On se bat aux Indes (Rogue's March) d'Allan Davis (en)
- 1954 : Athena de Richard Thorpe
- 1954 : L'Escadrille panthère (Men of the Fighting Lady) d'Andrew Marton
- 1954 : Le Prince étudiant (The Student Prince) de Richard Thorpe
- 1955 : Oklahoma ! de Fred Zinnemann
- 1956 : Le Repas de noces (The Catered Affair) de Richard Brooks
- 1956 : Le Tour du monde en quatre-vingts jours (Around the World in 80 Days) de Michael Anderson
- 1957 : La Passe dangereuse (The Seventh Sin) de Ronald Neame
- 1957 : L'aigle vole au soleil (The Wings of Eagles) de John Ford
- 1957 : Les Sept Collines de Rome (Arrivederci Roma) de Roy Rowland (film italo-américain)
- 1958 : La Dernière Torpille (Torpedo Run) de Joseph Pevney
- 1959 : La Fille de Capri (For the First Time) de Rudolph Maté
- 1959 : Tarzan, l'homme-singe (Tarzan, the Ape Man) de Joseph M. Newman
- 1960 : Les Jeunes Terreurs (Platinum High School) de Charles F. Haas
- 1960 : Rewak le Rebelle (The Barbarians) de Rudolph Maté
- 1961 : Le Voleur de Bagdad (Il ladro di Bagdad) d'Arthur Lubin (film franco-italien)
- 1961 : Les Mille et Une Nuits (Le meraviglie di Aladino) de Mario Bava et Henry Levin (film franco-italo-américain)
- 1964 : Je suis une légende (L'ultimo uomo) d'Ubaldo Ragona et Sidney Salkow (film italo-américain)
- 1966 : L'Ombre d'un géant (Cast a Giant Shadow) de Melville Shavelson
- 1969 : La Valse des truands (Marlowe) de Paul Bogart
- 1972 : L'Antre de l'horreur (Asylum of Satan) de William Girdler
- 1973 : Le Détraqué (The Mad Bomber) de Bert I. Gordon
- 1974 : Black Eye de Jack Arnold
- 1975 : Boss Nigger de Jack Arnold
- 1976 : Adiós Amigo de Fred Williamson
- 1978 : Le Faiseur d'épouvantes (The Manitou) de William Girdler

### Télévision
- 1969-1970 : H.R. Pufnstuf, série (17 épisodes)
- 1974 : Wonder Woman, téléfilm de Vincent McEveety

## Distinctions

### Nomination
- 1956 : Oscar du meilleur montage, pour Oklahoma ! (nomination partagée avec George Boemler).

### Récompenses
- 1957 : Oscar du meilleur montage, pour Le Tour du monde en quatre-vingts jours (récompense partagée avec Paul Weatherwax).
- 1994 : Career Achievement Award, distinction honorifique décernée par l'American Cinema Editors (ACE) pour l'ensemble de sa carrière.